# 22222 Hodios
22222 Hodios este o planetă minoră (asteroid), cu un diametru de , din Asteroid troian al lui Jupiter. A fost descoperită pe 30 septembrie 1973 la Observatorul Palomar de Cornelis Johannes van Houten. 
Obiectul prezintă o orbită caracterizată de o semiaxă mare de 5,0741804 UAi, o excentricitate de 0,043, o înclinație de 2,40294 ° în raport cu ecliptica.